# Israel Castro
Israel Castro Macías (nacido el 20 de diciembre de 1980 en la Ciudad de México), es un exfutbolista mexicano que jugaba en la posición de mediocampista. Su último equipo fue Club Deportivo Toledo, de la Segunda División B de España.

## Trayectoria

### Pumas de la UNAM
Surgió de las fuerzas básicas de Universidad, debutando el 20 de enero de 2002 en un empate 2-2 entre la UNAM y el Guadalajara, en el torneo Verano 2002, destaca por su gran técnica y toque de balón, ha jugado varias posiciones como central, lateral derecho e izquierdo y la contención. 
Fue titular de la lateral derecha en el Bicampeonato de los universitarios en el 2004, ese mismo año hizo un gol al Real Madrid, que es muy recordado ya que con ello los Pumas ganaron el trofeo Santiago Bernabéu, fue campeón con Pumas el 13 de junio de 2004 ante el Club Deportivo Guadalajara. También fue bicampeón el 11 de diciembre contra Rayados de Monterrey.  
En el clausura 2009 obtuvo un título más de Primera División venciendo al Club Pachuca, esta vez jugando como mediocentro defensivo. 
El 22 de mayo de 2011 fue nuevamente Campeón con los Pumas de la UNAM ante el Monarcas Morelia, jugando los 90 minutos.

### Cruz Azul
Tras grandes actuaciones con los Pumas de la UNAM, así como también participar con la Selección mexicana, en el draft Apertura 2011, había 4 equipos interesados en los servicios de Castro, sin embargo el Cruz Azul logra ganarle a los otros 3 equipos y compra su carta por 4 años en el equipo.
El 10 de abril de 2013, se corona campeón con Cruz Azul en la Copa MX, siendo su primer campeonato con el club.

### Club Deportivo Guadalajara
El 19 de noviembre de 2013, pese a que aún tenía contrato de 2 años más con Cruz Azul, Israel Castro ficha con el Club Deportivo Guadalajara, para reforzar el Clausura 2014, comprando su carta con un contrato de 2 años con dicho club.
Sin tener minutos en el Clausura 2016, y al vencer su contrato sin opción a renovar, Chivas anunció su salida.

### Club Deportivo Toledo
El 12 de julio de 2016, tras salir de Chivas, pasa al CD Toledo de la Segunda División 'B' de España.

## Clubes
| Club                      | País          | Año           | Partidos | Goles |
| ------------------------- | ------------- | ------------- | -------- | ----- |
| Club Universidad Nacional | México        | 2002 - 2011   | 357      | 12    |
| Cruz Azul                 | México        | 2011 - 2013   | 110      | 3     |
| C.D. Guadalajara          | México        | 2014 - 2016   | 78       | 1     |
| C.D. Toledo               | España        | 2016-2018     | 79       | 0     |
| Total Carrera             | Total Carrera | Total Carrera | 624      | 16    |

## Selección nacional
| Club               | País   | PJ | Goles | Periodo     |
| ------------------ | ------ | -- | ----- | ----------- |
| Selección Mexicana | México | 48 | 1     | 2007 - 2012 |

Tras un gran desempeño en Pumas de la UNAM, fue convocado por Hugo Sánchez.
Debutó con la Selección mayor el 18 de enero de 2007.
Con la Selección de Javier Aguirre, la Selección mexicana tuvo un gran desempeño proclamándose campeón, venciendo a USA por marcador 5-0.
Jugó como de nueva cuenta como titular en la Selección de fútbol de México en el estadio azteca contra la Selección de Estados Unidos el 12 de agosto de 2009 en un partido de eliminatoria para el Mundial de Sudáfrica 2010, anotando su primer gol con la selección dándole el empate de 1-1. A partir de ahí se ganaría más convocatorias para los restantes encuentros, con los que conseguiría ayudar en la media cancha para la clasificación a la Copa del Mundo del 2010. 

### Participaciones en Copas América
| Copa              | Sede      | Resultado    |
| ----------------- | --------- | ------------ |
| Copa América 2007 | Venezuela | Tercer lugar |

### Participaciones en Copas del Mundo
| Mundial                        | Sede      | Resultado        | PJ | Goles |
| ------------------------------ | --------- | ---------------- | -- | ----- |
| Copa Mundial de Fútbol de 2010 | Sudáfrica | Octavos de final | 1  | 0     |

| Fecha               | Rival   | Sede       | Estadio                | Resultado            |
| ------------------- | ------- | ---------- | ---------------------- | -------------------- |
| 22 de junio de 2010 | Uruguay | Rustenburg | Estadio Royal Bafokeng | México 0 - 1 Uruguay |

### Participaciones en Copa Oro
| Torneo                          | Sede           | Resultado | Partidos | Goles |
| ------------------------------- | -------------- | --------- | -------- | ----- |
| Copa de Oro de la Concacaf 2009 | Estados Unidos | Campeón   | 5        | 0     |
| Copa de Oro de la Concacaf 2011 | Estados Unidos | Campeón   | 5        | 0     |

### Participaciones en Eliminatorias mundialistas
| Copa                                                             | Resultado   |
| ---------------------------------------------------------------- | ----------- |
| Clasificación de Concacaf para la Copa Mundial de Fútbol de 2010 | Clasificado |
| Clasificación de Concacaf para la Copa Mundial de Fútbol de 2014 | Clasificado |

## Palmarés

### Campeonatos nacionales
| Título               | Club             | País   | Año       |
| -------------------- | ---------------- | ------ | --------- |
| Primera División     | Pumas de la UNAM | México | 2004      |
| Campeón de Campeones | Pumas de la UNAM | México | 2003-2004 |
| Primera División     | Pumas de la UNAM | México | 2004      |
| Primera División     | Pumas de la UNAM | México | 2009      |
| Primera División     | Pumas de la UNAM | México | 2011      |
| Copa MX              | Cruz Azul        | México | 2013      |
| Copa MX              | Guadalajara      | México | 2015      |

### Campeonatos internacionales
| Título                     | Club               | País           | Año  |
| -------------------------- | ------------------ | -------------- | ---- |
| Copa de Oro de la Concacaf | Selección mexicana | Estados Unidos | 2009 |
| Copa de Oro de la Concacaf | Selección mexicana | Estados Unidos | 2011 |